# 開侖
開侖（Carom），是一種球桌沒有袋口的撞球運動。開侖撞球有多種競賽方式，其共同點是使用撞球桿來撞擊母球，令其在撞球桌上滾動並撞擊其他球，以達成特定目的而得分。目前在歐陸各國及亞洲的日本、韓國，是撞球運動中的主流項目。

## 歷史
開侖是一種球桌沒有袋口的撞球運動，最早流行於法國，隨後傳播至歐美各國，再傳至其他各洲。
早期的競賽項目為四球競賽與三球競賽，兩者規則一樣，只是球數不同而已。選手擊球後，只要令母球先後撞及兩顆子球即可得分。後來因為發明了賽利撞法，讓母球及兩顆子球持續集中在一個小範圍內，不斷地撞擊得分，因而創造驚人的高分，失去競賽意義。
為了挽救開侖撞球運動，於是各種改革方案因應而生：第一類是限制在某些區域內的擊球次數，例如自由球競賽及各種障礙線競賽；第二類是額外要求母球或子球碰撞桌邊（Cushion，音譯「顆星」）以增加困難度，例如一顆星競賽及目前最受重視的三顆星競賽；第三類是規定母球或子球要通過球台上的特定位置，例如5針競賽、9針競賽等。
目前在歐陸各國及亞洲的日本、韓國，開侖是撞球運動中的主流項目。其中的三顆星競賽，為1998年亞洲運動會及2006年亞洲運動會的正式項目。

## 三球競賽與四球競賽
三球競賽使用一顆母球與兩顆子球。選手擊球後，只要令母球先後撞及兩顆子球即可得分。一開始撞击不同顏色的子球組合有2分、3分、5分三種不同的得分，後來則統一為1分。以今天的技術水準來看，三球競賽似乎很容易，不過當時的球台、球桿等器材都不如現在，個人技術不容易發揮，因此有一度也算是競爭激烈的競賽項目。
後來因為器材改善，控球變得比較容易；再加上發明了「賽利」撞法(crotching)，能控制母球及兩顆子球持續集中在一個小範圍內，不斷地撞擊得分，因而創造驚人的高分，失去競賽意義，三球競賽便逐漸走入歷史了。
四球競賽的規則與三球競賽一樣，只是增加一顆子球，得分比較容易。

## 自由球競賽

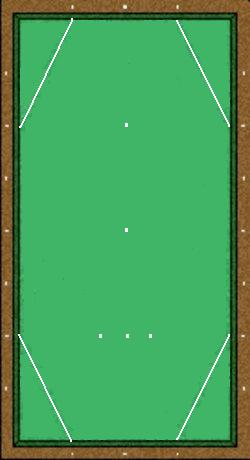
自由球競賽禁區線

自由球是一種常見的開侖撞球競賽方式，使用紅、黃、白球各一個，白球和黃球都是母球，雙方各選一顆當作自己的母球。桌面四個角落畫有斜線，與桌邊構成四個三角形禁區。
自由球競賽的基本得分方式與其他的開侖撞球一樣，必須在撞擊母球後碰撞到其餘兩顆球，但選手在同一輪擊球中，可以在球桌除了禁區之特定角落外的任何地區一直打雪利球(crotching)，直至達到指定的分數為止。
自由球為1998年亞洲運動會及2002年亞洲運動會的正式競賽項目。

## 障礙線競賽

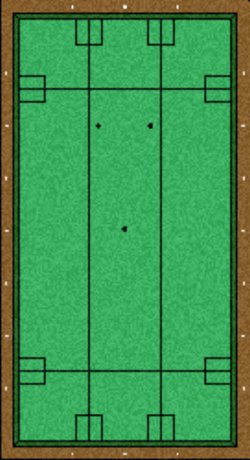
障礙線競賽球台

障礙線競賽是為了解決三球競賽「無限制得分」而發明出來的競賽方式，有將台面劃分成九大格的47公分障礙線及劃分成六大格的71公分障礙線兩種。每條障礙線與台邊交會處畫有一個邊長17.8公分的小方格，稱之為陣地。上述尺寸為標準球台，若是中小型球台則格數劃分方式相同，但障礙線公分數不同。
一開始障礙線競賽並沒有台邊的小方格，後來因為有人發明特殊撞法，能控制母球及兩顆子球持續集中在一個障礙線與台邊交界處的小範圍內，不斷地撞擊得分而創造驚人的高分。後來便在台面上加畫這些小方格，限制在小方格內的連續撞擊次數，而挽救了障礙線競賽的命運。

## 三顆星
三顆星競賽使用紅、黃、白球各一個，白球和黃球都是母球，雙方各選一顆當作自己的母球。擊球後母球必需碰到其他兩顆球，而且在碰到第二顆球之前，母球必須最少碰台邊三次。
例如：
- 母球擊打某顆子球，繞三顆星，再撞擊第二顆球
- 母球繞三顆星，然後撞擊兩顆子球
- 母球先繞一顆星擊打某顆子球，然後繞兩顆星再撞擊第二顆球
- 母球先繞兩顆星擊打某顆子球，然後繞一顆星再撞擊第二顆球

不管用當中何種方式，均得一分。三顆星是一種技術性很高的比賽，得分相當困難，即使是職業賽，選手平均每次出竿也只有一分而已。